# Aire urbaine de Saint-Chamond
L'aire urbaine de Saint-Chamond est une ancienne aire urbaine française centrée sur l'agglomération de Saint-Chamond (unité urbaine de Saint-Chamond). 93e aire urbaine française de par sa population en 1999, elle a été incorporée en octobre 2011 par l'INSEE dans l'aire urbaine de Saint-Étienne.

## Caractéristiques
D'après la définition qu'en donne l'INSEE, l'aire urbaine de Saint-Chamond est composée de 16 communes, situées dans la Loire. Ses 84 925 habitants font d'elle la 93e aire urbaine de France.
12 communes de l'aire urbaine sont des pôles urbains.
Le tableau suivant détaille la répartition de l'aire urbaine sur le département (les pourcentages s'entendent en proportion du département) :
| Département | Communes | Communes (%) | Superficie (km²) | Superficie (%) | Population (1999) | Population (%) |
| ----------- | -------- | ------------ | ---------------- | -------------- | ----------------- | -------------- |
| Loire       | 16       | 4,9          | 237,70           | 5,0            | 84 925            | 11,7           |

## Communes
Voici la liste des communes françaises de l'aire urbaine de Saint-Chamond.
| Code INSEE | Commune                | Type                  | Département | Superficie (km²) | Population (1999) | Densité (hab./km²) |
| ---------- | ---------------------- | --------------------- | ----------- | ---------------- | ----------------- | ------------------ |
| 42032      | Cellieu                | Pôle urbain           | Loire       | +0012,11         | +0 0001 466,      | +00121,06          |
| 42053      | Châteauneuf            | Pôle urbain           | Loire       | +0013,65         | +0 0001 445,      | +00105,86          |
| 42085      | Doizieux               | Commune monopolarisée | Loire       | +0028,07         | +00 000645,       | +00022,98          |
| 42093      | Farnay                 | Pôle urbain           | Loire       | +0007,93         | +0 0001 139,      | +00143,63          |
| 42103      | La Grand-Croix         | Pôle urbain           | Loire       | +0004,05         | +0 0004 962,      | +01 225,19         |
| 42110      | L'Horme                | Pôle urbain           | Loire       | +0004,4          | +0 0004 639,      | +01 054,32         |
| 42123      | Lorette                | Pôle urbain           | Loire       | +0003,41         | +0 0004 843,      | +01 420,23         |
| 42186      | Rive-de-Gier           | Pôle urbain           | Loire       | +0007,33         | +00014 383,       | +01 962,21         |
| 42207      | Saint-Chamond          | Pôle urbain           | Loire       | +0054,88         | +00037 378,       | +00681,09          |
| 42210      | Sainte-Croix-en-Jarez  | Commune monopolarisée | Loire       | +0012,           | +00 000351,       | +00029,25          |
| 42225      | Genilac                | Pôle urbain           | Loire       | +0008,67         | +0 0003 104,      | +00358,02          |
| 42242      | Saint-Joseph           | Pôle urbain           | Loire       | +0008,05         | +0 0001 623,      | +00201,61          |
| 42259      | Saint-Martin-la-Plaine | Pôle urbain           | Loire       | +0009,7          | +0 0003 424,      | +00352,99          |
| 42271      | Saint-Paul-en-Jarez    | Pôle urbain           | Loire       | +0019,98         | +0 0004 129,      | +00206,66          |
| 42308      | La Terrasse-sur-Dorlay | Commune monopolarisée | Loire       | +0008,69         | +00 000653,       | +00075,14          |
| 42322      | La Valla-en-Gier       | Commune monopolarisée | Loire       | +0034,78         | +00 000741,       | +00021,31          |
|            | Total                  |                       |             | +0237,7          | +00084 925,       | +00357,28          |